# Archidiecezja Lukki
Archidiecezja Lukki – archidiecezja Kościoła rzymskokatolickiego we Włoszech, w Toskanii. Podlega bezpośrednio Stolicy Apostolskiej. Powstała w I wieku, w roku 1726 została podniesiona do rangi archidiecezji.